# Relations entre le Maroc et la Mauritanie
 (décembre 2021).
Si vous disposez d'ouvrages ou d'articles de référence ou si vous connaissez des sites web de qualité traitant du thème abordé ici, merci de compléter l'article en donnant les références utiles à sa vérifiabilité et en les liant à la section « Notes et références ».
Les relations entre le Maroc et puis la Mauritanie font référence aux relations bilatérales entre la Mauritanie et le Maroc, deux pays du Maghreb, en Afrique de l'Ouest. Les deux pays partagent une frontière depuis 1975, date à laquelle l'Espagne s'est retirée du Sahara occidental dont la majeure partie est désormais de facto sous contrôle marocain. La souveraineté de ce territoire reste disputée et la question du Sahara occidental continue de peser sur les relations entre le Maroc et l'Algérie. En août 1979, sous la menace de l'Algérie via le Polisario, la Mauritanie s'est désistée de toute revendication sur ce territoire que le Maroc considère comme lui appartenant au moment de son occupation par l'Espagne.

## Histoire
Les sultans du Maroc ont toujours exercé une influence sur les oasis appartenant à l'actuel territoire mauritanien, en particulier depuis l'expansion almoravide, mouvement politique dont le foyer initial fut le ribāt de l'île de Tidra dans le banc d'Arguin. Si depuis lors la khutba était fréquemment donnée au nom des sultans de Maroc, le contrôle politique exercé par ces derniers excédait rarement l'oued Noun au sud. Pendant la période coloniale, la Mauritanie est administrativement partie intégrante de  l'Afrique occidentale française. À partir des années 1940, le mouvement indépendantiste de l'Istiqlal formule des thèses irrédentistes réclamant notamment la restitution de tous les territoires situés au nord du fleuve Sénégal. De nos jours encore, la popularité de la thèse du Grand Maroc au sein des cercles nationalistes marocains est source de suspicion en Mauritanie. En témoigne par exemple la crise diplomatique suscitée en 2016 par les propos de Hamid Chabat sur la "marocanité" de la Mauritanie.
Le 10 février 1958, l'opération Ouragan / Écouvillon est lancée, conjointement par les armées françaises (depuis le territoire mauritanien) et espagnoles, pour écraser l'Armée de Libération du Sud active dans le Sahara espagnol après la proclamation de l'indépendance du Maroc. Le maintien temporaire de la souveraineté de l'Espagne sur le Sahara occidental met en sourdine les visées territoriales du Maroc sur la Mauritanie. La Mauritanie déclare son indépendance vis-à-vis de la France le 28 novembre 1960, mais le Maroc ne le reconnaitra qu'en 1969.

Partage de l'ex-Sahara espagnol entre la Mauritanie et le Maroc en janvier 1976.

En 1972, Kadhafi demande à la Mauritanie d'armer le Polisario pour aider à fonder un mouvement de libération du Sahara, mais Mokhtar Ould Daddah refuse, désireuse de ne pas s'opposer au Maroc qui convoite le territoire. En 1975 sont conclus les accords de Madrid. Le Maroc récupère les deux tiers nord du Sahara occidental tandis que la Mauritanie accapare le tiers sud. L'année suivante, l'Algérie s'immisce dans le conflit et arme massivement le Polisario. Ce dernier mène plusieurs opérations militaires contre la Mauritanie dans le cadre la guerre du Sahara occidental, forçant la Mauritanie à solliciter l'aide du Maroc et surtout de la France, qui lui porte secours lors de l'opération Lamantin. En 1979, la Mauritanie déclare un cessez-le-feu unilatéral à l'encontre du Front Polisario à cause du putsch militaire qui renverse l'ancien président Moktar Ould Daddah un an auparavant, ce qui neutralise la Mauritanie dans ce conflit. De 1980 à 1987 enfin, le Maroc bâtit le mur des sables, un mur défensif qui isole les éléments du Polisario dans le territoire compris entre le mur défensif et la frontière mauritanienne. Le Maroc et la Mauritanie ne partagent donc de frontière que théoriquement, à l'exception du point de passage de Guerguerate.
Avant le coup d'État de décembre 1984 qui a porté au pouvoir Maaouiya Ould Sid'Ahmed Taya, l'agence de coopération mauritano-marocaine a déclaré que les relations entre les deux pays étaient en voie de guérison malgré la complicité présumée du Maroc dans une tentative de coup d'État de 1981 et le virage ultérieur de la Mauritanie vers Algérie.
Des représentants des deux parties ont amorcé une série de contacts de bas niveau qui ont conduit à une reprise complète des relations diplomatiques en avril 1985. Pour la Mauritanie, la détente avec le Maroc a promis de mettre fin à la menace d'incursions marocaines, et elle a également levé la menace d'un soutien marocain aux groupes d'opposition formés sous la présidence de Haidalla. À travers l'accord avec la Mauritanie, le Maroc a cherché à resserrer son contrôle sur le Sahara occidental en prévenant l'infiltration de guérilleros du Polisario via le territoire mauritanien.
Les relations entre le Maroc et la Mauritanie ont continué de s'améliorer en 1986, reflétant la vision pragmatique du Président Ould Taya selon laquelle seule une victoire marocaine sur le Polisario mettrait fin à la guérilla au Sahara occidental. Ould Taya a effectué sa première visite au Maroc en octobre 1985 (avant les visites en Algérie et en Tunisie) à la suite des affirmations marocaines selon lesquelles les guérilleros du Polisario traversaient à nouveau le territoire mauritanien. L'achèvement d'une sixième berme juste au nord de la liaison ferroviaire cruciale de la Mauritanie le long de la frontière avec le Sahara occidental, entre Nouadhibou et les mines de minerai de fer, a compliqué les relations entre la Mauritanie et le Maroc. Les guérilleros du Polisario à la mi-1987 ont dû traverser le territoire mauritanien pour entrer au Sahara occidental, une situation qui a suscité les accusations du Maroc de complicité mauritanienne. De plus, tout engagement à proximité de la sixième berme risquerait de déborder en Mauritanie et de mettre en péril la liaison ferroviaire.
Depuis les années 1990, les relations entre le Maroc et la Mauritanie soufflent le chaud et le froid, la Mauritanie veillant à équilibrer ses relations entre ses deux voisins que sont le Maroc et l'Algérie en demeurant le plus neutre possible sur le dossier du Sahara occidental.

## Relations économiques
Les liens économiques entre les deux pays sont solides. La Mauritanie, qui compte 2,5 millions d'habitants, reçoit actuellement 1,5 milliard de dollars par an des agences internationales de développement. En 2017, les exportations marocaines se sont élevées à 1,7 milliard de dirhams (156 millions d’euros) tandis que les exportations mauritaniennes vers le Maroc ne dépassent pas le milliard d’ouguiyas (moins de 3 millions d’euros). Les entreprises marocaines investissent également massivement en Mauritanie, comme Maroc Télécom, qui a acquis en 2001 une participation majoritaire dans la compagnie de téléphone mauritanienne, Mauritel, au prix de 84 millions de dollars.
L'Office marocain de recherche et d'exploitation minière détient 2,35 % de la principale société mauritanienne, la Société nationale industrielle et minière, qui extrait le minerai de fer et soutient plus de 5000 ménages mauritaniens. Une autre société marocaine, DRAPOR, filiale de l'Office marocain de développement portuaire, a contracté le dragage du port de Nouakchott. Il existe également un partenariat nouvellement créé entre des entreprises marocaines et mauritaniennes pour la distribution de carburant et la construction d'une raffinerie.
Le Maroc participe également à des projets de développement mauritaniens à financement international, comme les 470 kilomètres de la route Nouakchott - Nouadhibou. Le coût total de cette route est estimé à 70 millions de dollars. Le principal financement provient du Fonds arabe pour le développement économique et social, qui fournit 51,6 millions de dollars. La Banque africaine de développement et la Banque islamique de développement fournissent 10 millions de dollars, tandis que le gouvernement mauritanien apporte 9 millions de dollars. Quatre entreprises marocaines se sont engagées à réaliser les études préliminaires et les plans de la route pour un coût de plus de 39 millions de dollars, et le gouvernement marocain finance la construction de près de 14 km de la route pour un coût de 2,6 millions de dollars.